# Eufrasio (varón apostólico)
San Eufrasio, también conocido como Eufrasio de Iliturgi fue uno de los siete varones apostólicos y será el hijo de Cavila. Es el patrón de la Diócesis de Jaén desde comienzos del siglo XVII y Patrón de la Muy Noble, Muy Leal y Muy Mariana Ciudad de Andújar.
Sus restos descansan en el Campo Santo de San Eufrasio en un pueblito 

## Historia
San Eufrasio era un santo de gran renombre en la población de Andújar, en la provincia de Jaén (España), de la cual fue obispo. Según la tradición fue martirizado en Iliturgi, localidad situada en las cercanías de Mengíbar.  Durante la invasión sarracena sus restos se trasladan hasta el Valle del río Mao, en la provincia de Lugo, donde está enterrado el santo, en la parroquia Santa María do Mao, en el municipio de Incio. 
Los habitantes de este lugar celebran la Fiesta Mayor en honor del Santo el 15 de mayo con gran devoción.
Carta del rey Felipe II solicitándole al Padre Abad de Samos, Fray Diego Ledesma, una reliquia de San Eufrasio para la ciudad de Andújar.

Venerable y devoto Padre Abad, la ciudad de Andújar con la devoción grande que tiene a San Eufrasio, que dice fue antiguamente su Obispo, le ha edificado Templo particular, y para que crezca más su devoción y los vecinos de su comarca, desean tener en él alguna reliquia del Santo, y se me ha suplicado por parte de ella, yo interceda en vos para que lo seáis con los religiosos de ese Monasterio, donde dicen está su Bienaventurado cuerpo, tengan por bien de que se dé alguna reliquia de él a aquella ciudad y se entregue a la persona que enviare para el efecto requerido; y así os ruego lo hagáis por la Orden y forma que entenderéis del General de Vuestra Orden, a quién me remito en esto, conque no se ofrecen que deciros más de que quedaré servido del beneficio que hiciéredes en ello.
Villa y Corte de Madrid, a 26 de enero de 1596.
Yo el Rey.